# Potez XV
Potez XV  este un biplan monomotor conceput în Franța în 1921. A consituit baza prototipurilor dezvoltate de Potez în următorul deceniu.
România a importat 120 de exemplare și a produs 80 de exemplare la IAR. 